# Samantha Barks
Samantha Jane Barks (Laxey, Illa de Man, 2 d'octubre de 1990) és una actriu de cinema i teatre britànica.

## Biografia
Samantha es va criar a Laxey, Illa de Man. Va estudiar a l'Escola Primària Lazey i Ninian' s High School abans de traslladar-se a Londres per estudiar a The Arts Educational Schools a Chiswick. També va estudiar ballet des dels 3 anys.
El 2008, Barks va competir en I'd Do Anything, en què va ser finalista per viure el personatge de Nancy en un renaixement del West End del musical Oliver!. Va arribar a la final, on va acabar tercer.
Va passar per algunes produccions del West End com Cabaret i  Les Misérables, per la qual va rebre molts elogis i més tard va ser cridada per repetir el paper de Eponine a la  versió cinematogràfica. La pel·lícula va ser molt elogiada i premiada i la seva actuació també.

## Filmografia
| Any  | Pel·lícula     | Director   | Personatge |
| ---- | -------------- | ---------- | ---------- |
| 2012 | Les Misérables | Tom Hooper | Éponine    |

## Premis i nominacions

### National Board of Review
| Any  | Categoria    | Pel·lícula     | Resultat   |
| ---- | ------------ | -------------- | ---------- |
| 2012 | Millor elenc | Les Misérables | Guanyadora |

### Satellite Award
| Any  | Categoria                | Pel·lícula     | Resultat   |
| ---- | ------------------------ | -------------- | ---------- |
| 2012 | Millor actriu secundària | Les Misérables | Nominada   |
| 2012 | Millor elenc             | Les Misérables | Guanyadora |

### Hollywood Film Festival
| Any  | Categoria               | Pel·lícula     | Resultat   |
| ---- | ----------------------- | -------------- | ---------- |
| 2012 | Millor Actriu Revelació | Les Misérables | Guanyadora |

### Broadcast Film Critics Association
| Any  | Categoria    | Pel·lícula     | Resultat   |
| ---- | ------------ | -------------- | ---------- |
| 2012 | Millor elenc | Les Misérables | Guanyadora |